# Eutermina tenebrosa
Eutermina tenebrosa là một loài bướm đêm trong họ Noctuidae.